# MonsterVerse
MonsterVerse je americká mediální franšíza a fikční svět, jenž se zaměřuje na filmy, ve kterých se vyskytují monstra Godzilla a King Kong. Produkční a distribuční společností je Warner Bros., přičemž hlavním producentem je Legendary Entertainment. Prvním filmem franšízy je Godzilla z roku 2014. Jedná se o reboot původní franšízy o Godzille. V roce 2017 byl vydán film Kong: Ostrov lebek, který je rebootem franšízy o King Kongovi. Třetí film Godzilla II Král monster měl premiéru v roce 2019 a čtvrtý film Godzilla vs. Kong roku 2021. Všechny filmy franšízy utržily dohromady 1,9 miliardy dolarů.

## Výroba
V červenci 2014 bylo společností Legendary Entertainment na konvenci San Diego Comic-Con oznámeno, že jí firma Tóhó poskytla práva na kaidžú Mothru, Rodana a King Ghidoraha. Zároveň odhalila návrhy a náčrtky záběrů a panel s nadpisem „Konflikt: nevyhnutelný. Nechte je bojovat“. V září 2015 Legendary ohlásilo, že film Kong: Ostrov lebek nebude produkován Universal Studios. O produkci se postará společnost Warner Bros., díky čemuž by se King Kong a Godzilla mohli objevit ve společném filmu.
V říjnu 2015 Legendary oznámilo, že plánuje začlenit Godzillu a King Konga do společného filmu s názvem Godzilla vs. Kong, jehož vydání je stanoveno na rok 2020. Studio má také v plánu vytvořit franšízu, která se bude zaměřovat na Monarcha (tajnou vládní organizaci z filmu Godzilla) a ve které se mimo Godzillu a King Konga objeví další kaidžú. Později v říjnu bylo ohlášeno, že se budou ve filmu Kong: Ostrov lebek vyskytovat odkazy na organizaci Monarch.
V květnu 2016 Warner Bros. oznámilo, že by Godzilla vs. Kong měla vyjít 29. května 2020 a vydání filmu Godzilla II Král monster bude posunuto z 8. června 2018 na 22. březen 2019. Nicméně jeho vydání bylo opět posunuto, a to na 31. květen 2019. V říjnu 2016 bylo Legendary ohlášeno natáčení filmu Godzilla II Král monster v čínském studiu Oriental Movie Metropolis, které vlastní mateřská společnost Wanda Group. V téže době se v prostorách studia natáčel také film Pacific Rim: Povstání. Téhož měsíc bylo odhaleno, že Legendary plánuje sestavit scenáristický tým, jehož cílem by mělo být vytvoření společného vesmíru s Godzillou a King Kongem. Na projekt by měl dohlížet Alex Garcia.
Na začátku ledna 2017 odešel ze společnosti Thomas Tull, zakladatel Legendary. Nadále však zůstal producentem série, která byla pojmenována „MonsterVerse“. V březnu 2017 sestavilo Legendary scenáristický tým v čele s Terrym Rossiem, aby vytvořilo příběh pro film Godzilla vs. Kong.

## Filmy
| Český název              | Originální název               | Datum vydání v USA | Režie               | Námět                                            | Scénář                                      | Produkce                                                                      | Stav   |
| ------------------------ | ------------------------------ | ------------------ | ------------------- | ------------------------------------------------ | ------------------------------------------- | ----------------------------------------------------------------------------- | ------ |
| Godzilla                 | Godzilla                       | 16. března 2014    | Gareth Edwards      | David Callaham                                   | Max Borenstein                              | Thomas Tull, Jon Jashni, Mary Parent a Brian Rogers                           | vydáno |
| Kong: Ostrov lebek       | Kong: Skull Island             | 10. března 2017    | Jordan Vogt-Roberts | John Gatins                                      | Dan Gilroy, Max Borenstein a Derek Connolly | Thomas Tull, Jon Jashni, Mary Parent a Alex Garcia                            | vydáno |
| Godzilla II Král monster | Godzilla: King of the Monsters | 31. května 2019    | Michael Dougherty   | Max Borenstein, Michael Dougherty a Zach Shields | Michael Dougherty a Zach Shields            | Thomas Tull, Jon Jashni, Mary Parent, Alex Garcia a Brian Rogers              | vydáno |
| Godzilla vs. Kong        | Godzilla vs. Kong              | 31. března 2021    | Adam Wingard        | Terry Rossio, Michael Dougherty a Zach Shields   | Eric Pearson a Max Borenstein               | Thomas Tull, Jon Jashni, Brian Rogers, Mary Parent, Alex Garcia a Eric McLeod | vydáno |

### Godzilla(2014)
Film převypravuje počátky Godzilly a odehrává se v současné době, a to přesně 15 let po havárii jaderné elektrárny v Japonsku. Ta postupně probudila dvě parazitické bytosti, známé jako „MUTO“. MUTO se potřebují reprodukovat a ničí tak krajinu a lidská obydlí. Svým konáním však probudí mnohem většího a destruktivnějšího starověkého alfa predátora, „Godzillu“. Jeho existence byla od roku 1954 tajena americkou vládou. Film představuje v sérii MonsterVerse predátora Godzillu, parazity MUTO a vládní organizaci Monarch.
V roce 2004 získal režisér Jošimicu Banno od Tóha povolení na natočení krátkého IMAX filmu o Godzille. Projekt byl ve vývoji několik let, než se ho nakonec ujalo studio Legendary Pictures. V březnu roku 2010 Legendary oznámilo, že získalo práva na budoucí filmový reboot o Godzille. V lednu 2011 byl do role režiséra najat Gareth Edwards. Na produkci filmu se podílelo i studio Warner Bros. Pictures. Natáčení skončilo v roce 2013 v Kanadě a roku 2014 v USA. Film měl premiéru 8. května v divadle Dolby a do amerických kin byl uveden 16. května 2014. Kritiky byl pozitivně přijat a vydělal okolo 529 milionů dolarů, přičemž rozpočet filmu činil 160 milionů dolarů.

### Kong: Ostrov lebek(2017)
Film se odehrává v roce 1973 a sleduje tým vědců a amerických vojáků během války ve Vietnamu, kteří cestují na nezmapovaný ostrov v Pacifiku. Na něm se setkají s mocným a děsivým King Kongem. Ve filmu se mimo King Konga objevili také Mother Longlegs, Sker Buffaloes, Mire Squid, Leafwing, Psychovulture, Spore Mantis, Skull Devil, a Skullcrawlers. V potitulkové scéně se představil Rodan, Mothra a King Ghidorah. Původně se Skull Devilovi přezdívalo „Ramarak the Skullcrawler“, od jména však bylo v září 2017 upuštěno.
V červenci roku 2014 bylo Legendary na San Diego Comic-Con oznámeno, že pracují na filmu o King Kongovi. Ten byl zpočátku pojmenován Skull Island. Film by měla vydat společnost Universal Pictures 4. listopadu 2016. V září 2014 byl do role režiséra najat Jordan Vogt-Roberts. V září roku 2015 přesunulo Legendary produkci z Universal Pictures do Warner Bros. a to z toho důvodu, aby se rozšířil filmový vesmír. Hlavní natáčení začalo 19. října 2015 na Havaji a natáčelo se také ve Vietnamu. Kong: Ostrov lebek měl premiéru 28. února 2017 a v amerických kinech byl vydán 10. března 2017. Kritici jej pozitivně přijali. V USA obdržel 168 milionů dolarů a celosvětově 566 milionů dolarů, přičemž rozpočet činil 185 milionů dolarů. Film byl nominován na Cenu Akadamie za nejlepší vizuální efekty.

### Godzilla II Král monster(2019)
Lidstvo se ve filmu musí spolehnout na Godzillu a Mothru, že porazí Kinga Ghidora a Rodana. Ti probudili další titány, aby zničili svět. Ve filmu se změnilo pojmenováni monster a namísto „MUTO“ se jim říká „titáni“. Film dále představil monstra Scylla, Methuselah, Behemoth a Queen MUTO. Mimo záběry pak byli zmíněni Baphomet, Typhon, Mokele-Mbembe, Sargon, Tiamat, Abaddon, Leviathan a Bunyip.
Před oznámením společného vesmíru s King Kongem a Godzillou se zamýšlela trilogie jenom o Godzille, kterou by režíroval Gareth Edwards. Nicméně Edward opustil od pokračování v květnu 2016, aby se mohl zaměřit na menší projekty. V lednu 2017 byl na post režiséra a spoluscenáristy najat Michael Dougherty. Hlavní natáčení začalo v červnu 2017 v Atlantě a skončilo v září 2017. Film byl do amerických kin uveden 31. května 2019 a od kritiků získal smíšené recenze. Propadl také v tržbách, při rozpočtu v částce 170 až 200 milionů dolarů vydělal pouhých 386 milionů dolarů.

### Godzilla vs. Kong(2020)
Ve filmu proti sobě bojují Kong a Godzilla. Lidé se snaží dostat Konga do Dutozemě, aby v ní získali zdroj energie potřebný pro novou zbraň, která zastaví Godzillu a její nevysvětlitelné řádění. Ve filmu se nově objevila Mechagodzilla, Warbat,  a Hellhawk.
Projekt byl ohlášen společností Legendary v říjnu roku 2015. V témže roce oznámila společnost také plány na zahrnutí King Konga a Godzilly do jedné franšízy. V březnu 2017 sestavilo Legendary scenáristický tým a v květnu byl do role režiséra najat Adam Wingard. Hlavní natáčení začalo 12. listopadu 2018 a skončilo v dubnu 2019. Natáčelo se na Havaji a v Austrálii.
Godzilla vs. Kong byla vydána 24. března 2021 společností Warner Bros. Pictures a v Japonsku společností Tóhó. V amerických kinech byl uveden 31. března 2021 a ve stejný den zveřejněna i na službě HBO Max. Kvůli pandemii covidu-19 bylo vydání filmu několikrát posunuto; původně měl být vydán 13. března, 22. května, 29. května a 20. listopadu 2020. Vydání pak bylo přesunuto na 21. květen 2021, film byl však do kin uveden už dříve. Godzilla vs. Kong byla pozitivně hodnocena kritiky a uspěla v tržbách, během pandemie utržila 422 milionů dolarů. Stala se také streamovacím hitem a nejúspěšnějším filmem na HBO Max, později ji však překonal Mortal Kombat.

## Televizní seriály

### Skull Island
V lednu 2021 bylo oznámeno, že je ve vývoji nový seriál ze světa MonsterVerse. Nese název Skull Island a jeho animace je stylizována do anime. Příběh se bude zaměřovat na skupinu dobrodruhů ze ztroskotané lodi, kteří se snaží uniknout z ostrova, jež je domovem mnoha prehistorických nestvůr. Scenáristou projektu se stal Brian Duffield a výkonným producentem Jacob Robinson. Bude společnou tvorbou společností Legendary Television, Tractor Pants Productions, Powerhouse Animation Studios a Netflix Animation a měl by mít premiéru na službě Netflix.

## Přijetí

### Tržby
| Film                     | Tržby (USD)     | Tržby (USD)   | Tržby (USD)   | Rozpočet (USD)  | Zdroj  |
| Film                     | Severní Amerika | Ostatní státy | Celosvětově   | Rozpočet (USD)  | Zdroj  |
| ------------------------ | --------------- | ------------- | ------------- | --------------- | ------ |
| Godzilla                 | 200 676 069     | 328 400 000   | 529 076 069   | 160 milionů     | [ 64 ] |
| Kong: Ostrov lebek       | 168 052 812     | 398 600 000   | 566 652 812   | 185 milionů     | [ 32 ] |
| Godzilla II Král monster | 110 500 138     | 276 100 000   | 386 600 138   | 170–200 milionů | [ 47 ] |
| Godzilla vs. Kong        | 93 018 000      | 329 700 000   | 422 718 000   | 155–200 milionů | [ 67 ] |
| Celkem                   | 572 192 019     | 1 332 700 000 | 1 904 892 019 | 670–745 milionů |        |

### Kritika
| Filmy                                             | Rotten Tomatoes   | Metacritic      | CinemaScore |
| ------------------------------------------------- | ----------------- | --------------- | ----------- |
| Godzilla                                          | 76% (326 recenzí) | 62 (48 recenzí) | B+          |
| Kong: Ostrov lebek                                | 75% (388 recenzí) | 62 (49 recenzí) | B+          |
| Godzilla II Král monster                          | 42% (357 recenzí) | 48 (46 recenzí) | B+          |
| Godzilla vs. Kong                                 | 75% (357 reviews) | 59 (57 reviews) | A           |
| Tabulka byla aktualizována ke dni 29. října 2020. |                   |                 |             |

## Doprovodné materiály

### Soundtracky
| Název                                                               | Datum vydání v USA | Délka   | Skladatel         | Vydavatelství    |
| ------------------------------------------------------------------- | ------------------ | ------- | ----------------- | ---------------- |
| Godzilla: Original Motion Picture Soundtrack                        | 13. května 2014    | 1:00:27 | Alexandre Desplat | WaterTower Music |
| Kong: Skull Island (Original Motion Picture Soundtrack)             | 3. března 2017     | 56:56   | Henry Jackman     | WaterTower Music |
| Godzilla: King of the Monsters (Original Motion Picture Soundtrack) | 24. května 2019    | 1:38:00 | Bear McCreary     | WaterTower Music |
| Godzilla vs. Kong: Original Motion Picture Soundtrack               | 26. března 2021    | 1:07:09 | Tom Holkenborg    | WaterTower Music |

### Knihy
| Název                                                            | Datum vydání    | Spisovatel      | Poznámky                                  |
| ---------------------------------------------------------------- | --------------- | --------------- | ----------------------------------------- |
| Godzilla: The Art of Destruction                                 | 13. května 2014 | Mark Cotta      | Tvorba filmu Godzilla.                    |
| Godzilla – The Official Movie Novelization                       | 20. května 2014 | Greg Cox        | Novelizace filmu Godzilla.                |
| Kong: Skull Island – The Official Movie Novelization             | 14. března 2017 | Tim Lebbon      | Novelizace filmu Kong: Ostrov lebek.      |
| The Art and Making of Kong: Skull Island                         | 21. března 2017 | Simon Ward      | Tvorba filmu Kong: Ostrov lebek.          |
| Godzilla: King of the Monsters – The Official Movie Novelization | 31. května 2019 | Gregory Keyes   | Novelizace filmu Godzilla II Král monster |
| The Art of Godzilla: King of the Monsters.                       | 4. června 2019  | Abbie Bernstein | Tvorba filmu Godzilla II Král monster.    |
| Godzilla vs. Kong: The Official Movie Novelization               | 6. dubna 2021   | Gregory Keyes   | Novelizace filmu Godzilla vs. Kong        |
| Godzilla vs. Kong: The Art of the Ultimate Battle Royale.        | 21. května 2021 | Daniel Wallace  | Tvorba filmu Godzilla vs. Kong.           |

### Komiksy
| Název                            | Datum vydání    | Spisovatel                       | Ilustrátor                                            | Autor obálky                   | Poznámky                                                                                    |
| -------------------------------- | --------------- | -------------------------------- | ----------------------------------------------------- | ------------------------------ | ------------------------------------------------------------------------------------------- |
| Godzilla: Awakening              | 7. května 2014  | Max Borenstein a Greg Borenstein | Eric Battle, Yvel Guichet, Alan Quah a Lee Loughridge | Arthur Adams                   | Grafický román, který se odehrává před filmem Godzilla.                                     |
| Skull Island: The Birth of Kong  | 12. dubna 2017  | Arvid Nelson                     | Zid                                                   | Zid a Drew Johnson (4. číslo)  | Komiks, který se odehrává před a pokračuje v příběhu filmu Kong: Ostrov lebek.              |
| Godzilla: Aftershock             | 21. května 2019 | Arvid Nelson                     | Drew Edward Johnson                                   | Christopher Shy a Arthur Adams | Grafický román, který se odehrává před filmem Godzilla II Král monster.                     |
| Kingdom Kong                     | 6. dubna 2021   | Marie Anello                     | Zid                                                   | Zid                            | Grafický román, který se odehrává před filmem Godzilla vs. Kong.                            |
| Godzilla Dominion                | 6. dubna 2021   | Greg Keyes                       | Drew Edward Johnson                                   | Drew Edward Johnson            | Grafický román, který se odehrává před filmem Godzilla vs. Kong.                            |
| MonsterVerse Titanthology Vol. 1 | 11. června 2021 | Arvid Nelson                     | Zid a Drew Edward Johnson                             | bude oznámeno                  | Kompilace komiksu Skull Island: The Birth of Kong a grafického románu Godzilla: Aftershock. |

### Videohry
| Název                    | Datum vydání    | Vývojář                    | Vydavatel                              |
| ------------------------ | --------------- | -------------------------- | -------------------------------------- |
| Godzilla: Crisis Defense | 7. května 2014  | Legendary                  | Legendary                              |
| Godzilla: Strike Zone    | 15. května 2014 | Warner Bros. Entertainment | Warner Bros. International Enterprises |
| Godzilla: Smash 3        | 16. května 2014 | Rogue Play                 | Pipeworks                              |